# Eckhard Busch Stiftung
Die Eckhard Busch Stiftung ist eine rechtsfähige Stiftung des bürgerlichen Rechts mit Sitz in Köln, die im Jahr 2010 gegründet wurde. Sie organisiert und fördert Projekte zur Unterstützung und Entstigmatisierung von Menschen mit psychischen Erkrankungen.

## Geschichte
Die Diplom-Volkswirtin Bettina Busch gründete nach dem Tod ihres Vaters Eckhard Busch zusammen mit ihrer Mutter Maria Elisabeth Busch im Jahr 2010 die Eckhard Busch Stiftung. Sie ist hauptamtliche Geschäftsführerin der Stiftung und wurde 2022 mit dem Landesverdienstorden, einer der höchsten Auszeichnungen, für ihr außerordentliches Engagement geehrt.
Die Stiftung ist Mitglied des vom Bundesministerium für Gesundheit geförderten Aktionsbündnis Seelische Gesundheit, der Kölner Stiftungen e. V., dem Bundesverband Deutscher Stiftungen sowie dem Dachverband Gemeindepsychiatrie e. V.

## Ziele
Stiftungszweck ist die Förderung des öffentlichen Gesundheitswesens und der Gesundheitspflege sowie die Förderung von Wissenschaft und Forschung auf dem gesamten Gebiet psychischer Erkrankungen/psychosomatischer Störungen. Die Stiftung ist fördernd und operativ tätig, indem sie diesen Zweck durch eigene Tätigkeit umsetzt sowie Mittel für andere gemeinnützige, öffentlich-rechtliche Körperschaften und private Träger bereitstellt.
Ziel der Eckhard Busch Stiftung ist es, Betroffenen und ihren Angehörigen mit Hilfe von Beratungs- und Unterstützungsprogrammen verschiedenster Art zu helfen. Durch Information und Aufklärung möchte sie zur Entstigmatisierung maßgeblich und nachhaltig beitragen. Darüber hinaus möchte sie durch die Förderung von Forschung und Wissenschaft zu neuen Erkenntnissen gelangen, die letztlich helfen sollen, das Leiden der Betroffenen und deren Angehöriger zu mildern.

## Projekte
Die Eckhard Busch Stiftung organisiert und fördert Projekte, die vor allem zur Enttabuisierung von psychischen Erkrankungen beitragen sollen. Unter anderem ist die Eckhard Busch Stiftung Mitorganisator der KölnBonner Woche für Seelische Gesundheit.  Diese bietet verschiedenste Veranstaltungen für die Öffentlichkeit mit den Themen Seele, Prävention und seelische Gesundheit. Hierzu unterstützt die Eckhard Busch Stiftung die Veranstaltung von Beginn an mit eigenen Beiträgen. 2017 und 2019 organisierte die Stiftung einen Informationstag rund um das Thema Borderline und emotional instabile Persönlichkeitsstörungen. Dieser Tag richtete sich an Betroffene, Angehörige und Experten und bot ein großes Angebot an Vorträgen, Workshops und persönlichem Austausch. Seit 2012 veranstaltet die Eckhard Busch Stiftung gemeinsam mit dem Filmkunstkino Filmpalette Köln und der Kino Gesellschaft Köln die Filmreihe „Kino zeigt Seele“ zu Themen rund um psychische Erkrankungen. Das Projekt „Kunst für die Seele – Museum erleben“ lädt Menschen mit psychischen Erkrankungen und Einschränkungen dazu ein, unter Anleitung Kunst in den Kölner Museen gemeinsam zu erleben und sich darüber auszutauschen. Das Projekt wird seit neustem mit einer digitalen Komponente erweitert. Bundesweit werden mehrmals im Jahr digitale und interaktive Museumsführungen angeboten, um auf die Corona-Pandemie und ähnliche Situationen der Einsamkeit zu reagieren. So können sich Menschen mit psychischen Beeinträchtigungen online treffen und trotz physischem Abstand Museum, Kunst und Interaktion gemeinsam erleben.
Die Eckhard Busch Stiftung ist Kooperationspartner des im Jahr 2019 gegründeten Kölner Netzwerks für Suizidprävention „überLEBENswert“. Es ist ein Zusammenschluss von derzeit acht Kölner Organisationen und Experten und unterstützt Menschen in psychischen Krisen, mit psychischen Erkrankungen und insbesondere in suizidalen Krisen. Das Kooperations-Projekt „MHFA Ersthelfer - Kurse für psychische Gesundheit“ mit dem Zentralinstitut für Seelische Gesundheit Mannheim besteht seit 2020. Im MHFA Ersthelfer-Kurs lernen Erwachsene, wie sie frühzeitig psychische Störungen bei Angehörigen, Freunde und Kollegen erkennen und ansprechen. Die Teilnehmer eignen sich Grundwissen über verschiedene psychische Störungen und Krisen an und lernen, wie sie Betroffene gezielt unterstützen und informieren können. Außerdem unterstützt die Eckhard Busch Stiftung seit 2021 die Offensive Psychische Gesundheit. Die gemeinsame Initiative des Bundesministeriums für Arbeit und Soziales (BMAS), des Bundesministeriums für Gesundheit (BMG) und des Bundesministeriums für Familie, Senioren, Frauen und Jugend (BMFSFJ) sowie zentraler Akteure aus dem Bereich der Prävention wirbt für mehr Offenheit und möchte Präventionsangebote stärker miteinander vernetzen.
Zudem förderte die Eckhard Busch Stiftung das Projekt "einfach singen" bei dem Patienten, Angehörige, Ehemalige und Teammitglieder einmal die Woche zum gemeinsamen Singen unter Anleitung von professionellen Sängern und Sängerinnen eingeladen sind. Mittlerweile wurde dieses Projekt von der Eckhard Busch Stiftung beendet, jedoch wird es weiterhin von vielen verschiedenen psychiatrischen Kliniken im Rheinland angeboten. Das Projekt soll einen ergänzenden und spielerischen Ausgleich zu therapeutischen Angeboten im engeren Sinne darstellen.
Seit 2012 gibt die Eckhard Busch Stiftung jährlich den Wandkalender „Bilder für die Seele“ heraus, die Kunstwerke aus der stiftungseigenen Art-brut-Sammlung vorstellt. Seit 2014 werden Weihnachtskarten und seit 2019 weitere Grußkarten von der Eckhard Busch Stiftung herausgegeben. Die meisten Motive stammen von Schülerinnen und Schülern der Johann-Christoph-Winters-Schule für Kranke. Weitere Motive stammen vom Kölner Künstler Rolf Jahn. Die Eckhard Busch Stiftung hat Anfang 2019 zusammen mit dem Aktionsbündnis Seelische Gesundheit in Berlin sowie mit anderen Initiativen die grüne Schleife in Deutschland ins Leben gerufen. Sie dient als Symbol der Solidarität für Menschen mit psychischen Erkrankungen und soll der Stigmatisierung dieser Erkrankungen entgegenwirken. Die grüne Schleife kann auf der Website der Eckhard Busch Stiftung bestellt werden.
Ferner veröffentlicht die Stiftung seit 2020 monatlich der Podcast Redseelig, der zu verschiedenen Themen im Bereich seelische Gesundheit informiert.

## Auszeichnungen
2017: Antistigma-Preis der DGPPN